# 奥斯卡·拉米雷斯 (光辉道路)
奥斯卡·拉米雷斯·杜兰（西班牙語：Óscar Ramírez Durand；1953年3月16日—），化名菲利西亚诺同志（Comrade Feliciano），曾任秘鲁共产党 (光辉道路)领袖。

## 生平
拉米雷斯是一位秘鲁退役将军之子，七兄弟中排行第二。他自幼好学，喜好国际象棋等智力挑战，获得秘鲁阿雷基帕圣弗朗西斯学院的学业优异奖。随后，他从工程学院缀学，加入秘鲁共产党 (光辉道路)。
1992年贡萨罗被政府当局逮捕时，拉米雷斯是党的三号人物（仅次于贡萨罗和米里亚姆），因此由他接任党主席一职。他拒绝放下武器，继续领导人民战争。此后，他前往哥伦比亚同哥伦比亚革命武装力量—人民军合作。在他的领导下，党在秘鲁中南部的活动日益增加，农民入党的人数也日益增加。
1999年，秘鲁总统阿尔韦托·藤森下令在秘鲁中部采取军事行动，活捉拉米雷斯并消灭光辉道路的最后残余分子。2000多名秘鲁军人被部署到该地区，与光辉道路部队进行了零星交火。一名因食物和补给被切断而挨饿的女游击队员投降并提供了拉米雷斯的下落信息，凭借这一信息，他于1999年7月被捕。此后，他被移送到一个军事基地，由他的表亲，秘鲁国家情报局局长弗拉基米罗·蒙特西诺斯负责审问。1999年8月，他在利马海军基地戒备森严的监狱接受军事审判，被判处终身监禁，不得假释。
2006年6月，拉米雷斯在民事审判中被判处24年监禁。他目前被关押在卡亚俄海军基地，预计于2023年6月获释。他的减刑是由于他与秘鲁当局合作，背叛贡萨罗的结果。
2013年3月，拉米雷斯出庭指证被捕的光辉道路瓦亚加派的领袖“阿特米奥同志”。他当庭为光辉道路所犯下的罪行向全国道歉。
2018年9月11日，拉米雷斯接受新的审判，他和其他9名光辉道路成员被指控犯下1992年的塔拉塔爆炸案。拉米雷斯的24年刑期重新改判为无期徒刑。